# بابا علی
علی اردکانی (زادهٔ ۲۹ اکتبر ۱۹۷۵) که بهتر با نام بابا علی شناخته می‌شود، یک هنرپیشه، کمدین، تاجر و طراحی بازی‌های ویدئویی آمریکایی ایرانی‌تبار است.